# Pieski (rejon poworiński)
Pieski (ros. Пески) – wieś (sieło) w Rosji, w obwodzie woroneskim, w rejonie poworińskim. W 2021 liczyła 6625 mieszkańców.